# Clematis linearifolia
Clematis linearifolia là một loài thực vật có hoa trong họ Mao lương. Loài này được Steud. mô tả khoa học đầu tiên năm 1845.